# Solway Firth

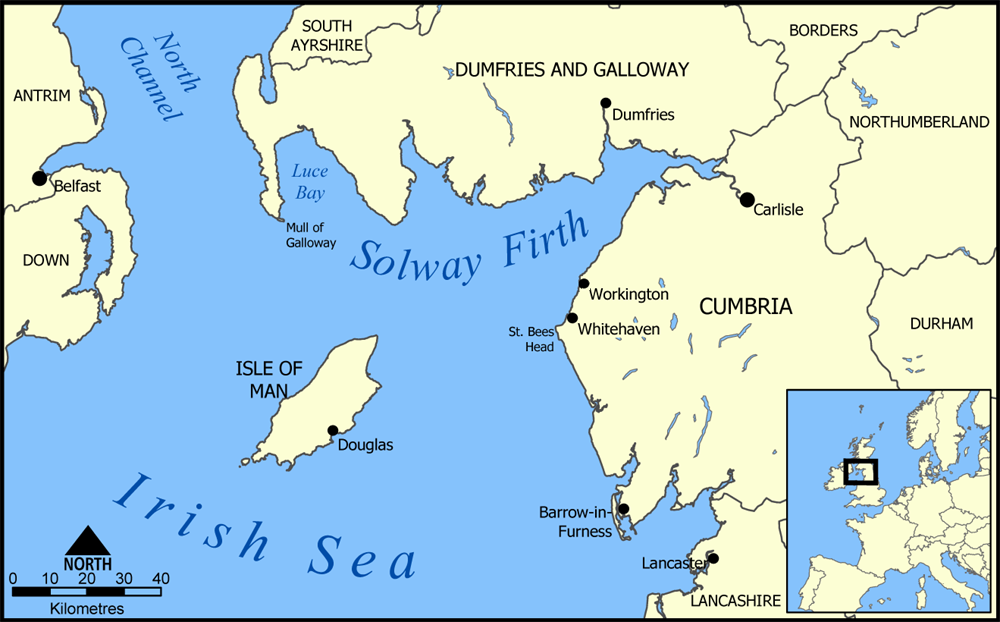
Karta över Solway Firth

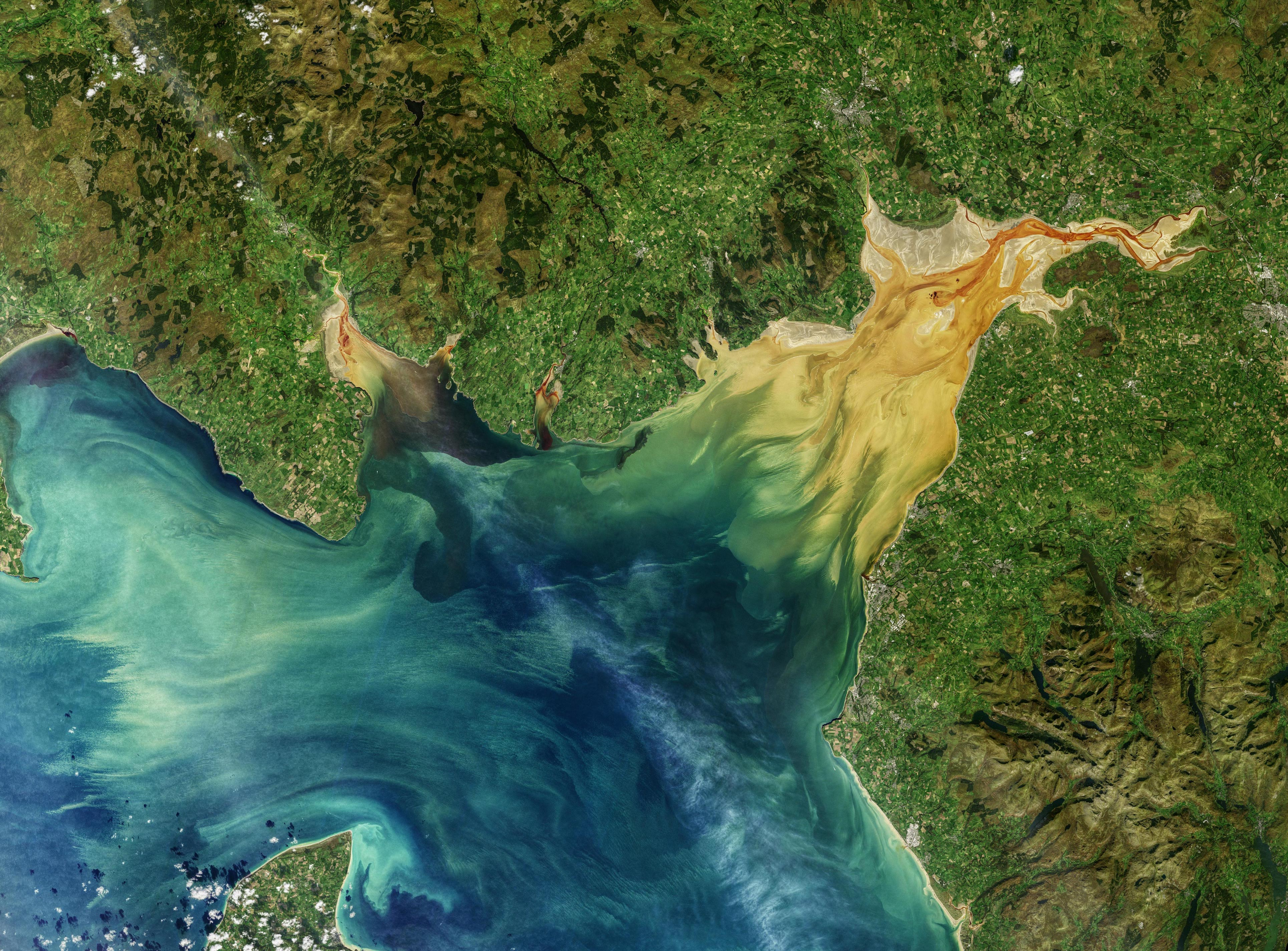
Sedimentavlagringar i Solway Firth.

Solway Firth (Solwayviken) är en stor vik i Irländska sjön på Storbritanniens västra kust vid gränsen mellan Skottland och England.
Ett stort antal vattendrag mynnar ut i viken, däribland Dee, Nith, Annan, Esk, Eden och Derwent.